# 52I busz (Tatabánya)
A tatabányai 52I jelzésű autóbusz a Végállomás és a Bridgestone között közlekedik. A vonalat a T-Busz Tatabányai Közlekedési Kft. üzemelteti.

## Története
Az új buszvonalat 2018. január 2-án indította el Tatabánya új közlekedési társasága, a T-Busz Kft.

## Útvonala
| Bridgestone felé | Végállomás felé |
| --- | --- |
| Végállomás – Kormos út – Táncsics Mihály út – Mártírok útja – Ifjúság utca – Sárberki lakótelep – Összekötő út – Bárdos László utca – Omega Park – Bárdos László utca – Károlyi Mihály utca – Árpád utca – Kossuth Lajos utca – Bajcsy-Zsilinszky utca – Dózsa György út – Réti utca – Erdész utca – Rákóczi Ferenc út – Lapatári út – Gerecse utca – Hdasereg utca – Szent György utca – Szőlődomb utca – Búzavirág utca – Orgona út – Üveggyár utca – Kőhíd út – Bridgestone | Bridgestone – Kőhíd út – Üveggyár utca – Orgona út – Búzavirág utca – Szőlődomb utca – Szent György utca – Hadsereg utca – Gerecse utca – Lapatári út – Rákóczi Ferenc út – Erdész utca – Réti utca – Dózsa György út – Bajcsy-Zsilinszky utca – Kossuth Lajos utca – Árpád utca – Károlyi Mihály utca – Bárdos László utca – Omega Park – Bárdos László utca – Összekötő út – Sárberki lakótelep – Ifjuság utca – Mártírok útja – Táncsics Mihály út – Kormos út – Végállomás |

## Megállóhelyei
| 0  | Végállomás végállomás           | 42 | 52, 53, 53B, 53I, 57, 59, 59B, 59I                                                                |
| 1  | Autópálya elágazás              | 41 | 3, 3G, 3L, 10, 18, 52, 53, 53I                                                                    |
| 2  | Táncsics Mihály út              | 39 | 3, 3G, 3L, 10, 18, 52, 53, 53I                                                                    |
| 3  | József Attila Művelődési Ház    | 38 | 3, 3A, 3G, 3L, 10, 52, 53, 53I                                                                    |
| 5  | Ifjúság út                      | 36 | 2, 3, 3A, 3G, 3L, 6, 9, 9D, 10, 16, 38, 38G, 52, 53, 53B, 57, 59B, 59I, 70 8443                   |
| 8  | Sárberki lakótelep              | 33 | 2, 8S, 9, 9D, 52, 59, 59I 8443                                                                    |
| ∫  | Sárberki lakótelep, bejárati út | 32 | 2, 8S, 9, 9D, 52, 59, 59I                                                                         |
| 9  | Összekötő út                    | ∫  | 2, 5, 5P, 6, 15, 16, 52, 55, 59B 8406, 8410, 8421, 8422, 8423, 8432, 8435, 8436, 8437, 8442, 8443 |
| 11 | Omega Park                      | 30 | 1, 1G, 2, 4, 4E, 5, 5P, 6, 10, 11, 15, 16, 52, 55 8410, 8442                                      |
| 13 | Eötvös utca                     | 28 | 1, 1G, 4, 4E, 11, 51, 51B, 52                                                                     |
| 14 | Vágóhíd utca                    | 27 | 1, 1G, 4, 4E, 11, 51, 51B, 52                                                                     |
| 15 | Árpád köz                       | 26 | 1, 1G, 4, 4E, 11, 51, 51B, 52                                                                     |
| 16 | Kossuth Lajos utca              | 25 | 1, 1G, 4, 4E, 6, 11, 16, 26, 26R, 51, 51B, 52                                                     |
| 18 | Bajcsy-Zsilinszky utca          | 23 | 1, 1G, 6, 11, 16, 26, 26R, 51B, 52                                                                |
| 19 | Madách Imre utca                | 22 | 1, 1G, 2, 6, 9, 9D, 11, 16, 26, 26R, 50, 51B, 52, 57, 59I 8443                                    |
| 20 | Bánki Donát Iskola              | 21 | 2, 8, 8L, 8S, 9D, 18, 26, 26R, 38, 38G, 51B, 52, 59, 59B, 59I                                     |
| 21 | Millennium lakópark             | 20 | 2, 8, 8L, 8S, 9D, 18, 26, 26R, 38, 38G, 51B, 52, 59, 59B, 59I                                     |
| 23 | Mentőállomás                    | 18 | 8, 8L, 8S, 11, 18, 38, 38G, 51B, 52, 59, 59B                                                      |
| 25 | Lapatári utca                   | ∫  | 3, 3A, 3G, 3L, 8, 8L, 8S, 10, 18, 38, 38G, 52, 53, 53B, 53I, 59B                                  |
| 27 | Szent György utca               | 14 | 3G, 3L, 8L, 38, 38G, 53I, 59B                                                                     |
| 28 | Kertvárosi lakótelep            | 13 | 3G, 3L, 4, 4E, 8L, 9, 9D, 10, 18, 38, 38G, 53, 53B, 53I, 54, 59B                                  |
| 29 | Szőlődomb utca                  | 12 | 4, 4E, 9, 9D, 53, 53B, 53I, 54, 59B                                                               |
| 30 | Szőlődomb utca, alsó            | 11 | 4, 4E, 9, 9D, 53, 53B, 53I, 54, 59B                                                               |
| 33 | Otto Fuchs                      | 8  | 50, 51, 51B, 53, 53B, 53I, 54, 55, 57, 59, 59B, 59I 8402, 8403                                    |
| 34 | Coloplast                       | 7  | 50, 51, 51B, 53, 53B, 53I, 54, 55, 57, 59, 59B, 59I 8402, 8403                                    |
| 36 | Lotte - Samsung                 | 5  | 50, 51, 51B, 53, 53B, 53I, 54, 55, 57, 59, 59B, 59I 8402, 8403                                    |
| 37 | AGC Üveggyár                    | 4  | 50, 51, 51B, 53, 53B, 53I, 54, 55, 57, 59, 59B, 59I 8402, 8403                                    |
| 38 | BD Hungary                      | 3  | 50, 51, 51B, 53, 53B, 53I, 54, 55, 57, 59, 59B, 59I 8402, 8403                                    |
| 39 | Henkel Kft.                     | 2  | 50, 51, 51B, 53, 53B, 53I, 54, 55, 57, 59, 59B, 59I 8402, 8403                                    |
| 41 | Bridgestone végállomás          | 0  | 50, 51, 51B, 53B, 53I, 54, 55, 57, 59B, 59I                                                       |